# Okręgowa Spółdzielnia Mleczarska w Sanoku
Okręgowa Spółdzielnia Mleczarska w Sanoku, w skrócie OSM Sanok – zakład mleczarski zlokalizowany w południowo-wschodniej Polsce, w Sanoku, przerabiający mleko krowie, kozie i owcze. 

## Historia
Pierwotnie spółdzielnia została założona w 1956. Budowa nowej infrastruktury zakładów mleczarskich została podjęta w 1968 w dzielnicy Olchowce. Zabudowania wykonywało Sanockie Przedsiębiorstwo Budowlane. Zakłady Mleczarskie w Sanoku zostały oddane do rozruchu 30 czerwca 1972. Siedzibą firmy jest zakład produkcyjny przy ul. Przemyskiej 22 w dzielnicy Olchowce miasta Sanoka.
W 1982 wprowadzono do sprzedaży nowy wyrób mleczarni pod nazwą ser sanocki.
Prezesami OSM byli Franciszek Noworolnik, Konrad Kwiatkowski. W 2003 prezesem zarządu został Wiesław Janowicz (ur. 1946), od 2003 członek zarządu Polskiego Związeku Hodowców Bydła Simentalskiego z siedzibą w Odrzechowej. Wiceprezesem zarządu był Edmund Borawski.
Okręgowa Spółdzielnia Mleczarska w Sanoku, działająca od 1980, została wpisana do rejestru przedsiębiorców 24 lipca 2002, a wykreślona z niego 9 kwietnia 2014.
W marcu 2014 OSM Sanok weszła w skład spółdzielni mleczarskiej Mlekovita, zaś zgodę na fuzję wydał Urząd Ochrony Konkurencji i Konsumentów.
Zakład posiada ponad 800 dostawców mleka z 22 gmin województwa podkarpackiego.

## Nagrody i wyróżnienia
- Złoty medal V Międzynarodowych Targów Żywności, Napojów i Urządzeń w Krakowie 27 marca 1999 dla jogurtu kremowego „Arabella”[12]
- Główna Nagroda – Puchar Ministra Rolnictwa i Rozwoju Wsi – podczas XII Międzynarodowych Targów Spożywczych Food-Targ - Jesień '99 w Katowicach 28 listopada 1999 dla jogurtu warzywno-owocowego OSM Sanok[13]
- Główna nagroda w IV edycji konkursu Polski Producent Żywności, zorganizowanym przez Stowarzyszenie im. Eugeniusza Kwiatkowskiego w Poznaniu (2000, za jogurty warzywno-owocowy OSM Sanok)[14]
- Dwa medale na X Targach Mleczarskich MLEKO-EXPO 2001 w Warszawie za mleko spożywcze świeże i kefir z ogórkiem i koperkiem[15][16]
- Wyróżnienie w konkursie AGRO POLSKA 2001 (za jogurt kremowy Arabella i Bio-jogurt owocowy)[17]
- Laureat konkursu AGRO POLSKA: 10 maja 2002 (prawo używania znaku AGRO POLSKA)[18]
- Złoty Medal Krajowego Związku Spółdzielni Mleczarskich podczas XII Targów Mleko-Expo 2003 w Warszawie za wysoką jakość śmietany jogurtowej o zawartości tłuszczu 9% (15 listopada 2003)[19].
- Laureat konkursu "Najlepszy Produkt Lokalny": 2004
- Certyfikat "Najlepsze w Polsce" dla jogurtów owocowych: 2008
- Laureat konkursu "Najlepszy Produkt Mleczarski" za Maślankę naturalną: 2009
- Nagroda Burmistrza Miasta Sanoka w dziedzinie przedsiębiorczości: 2012[20][21]